# 春田真
春田 真（はるた まこと、1969年1月5日 - ）は、日本の実業家。エクサウィザーズ代表取締役社長。ディー・エヌ・エー（DeNA）前取締役会長。プロ野球・横浜DeNAベイスターズ前オーナー。betaCatalyst代表取締役。

## 来歴・人物
大阪府出身で、後に奈良県で育つ。少年時代はファンクラブに入るほどの近鉄バファローズファンだった。奈良県立奈良高等学校卒業。1988年（昭和63年）京都大学法学部入学。同卒業後、1992年（平成4年）に住友銀行（現三井住友銀行）に入行。四条支店勤務などを経験。
2000年（平成12年）2月に住友銀行を退職し、IT企業のディー・エヌ・エー（DeNA）へ転職。同年9月に同社取締役に就任。DeNAでは主に企画管理部門の責任者を務める。2008年（平成20年）7月に常務取締役に就任（総合企画部長兼任）。2009年（平成21年）4月に執行役員最高財務責任者となる。
2011年（平成23年）6月、DeNA創業者の南場智子が経営の第一線を退いた際に、DeNA取締役会長（執行役員）に就任。
2011年12月2日、横浜DeNAベイスターズの誕生と同時にオーナーに就任。
2015年1月16日、同年6月に取締役会長からの退任予定と、創業者の南場智子に球団オーナー職を引き継いだ事を横浜市の球団事務所で発表した。取締役会長退任と同時に同社を離れた。
2015年4月、ベータカタリスト設立。遠隔診療プラットホームであるMediplatを共同設立。
2016年2月、人工知能のコア技術を持つエクサインテリジェンスを設立。
2017年10月、エクサインテリジェンスが静岡大学発ベンチャーのデジタルセンセーション株式会社と合併し、株式会社エクサウィザーズに商号を変更。会長に就任。
2023年4月、株式会社エクサウィザーズの代表取締役社長に就任。

## 著書
- 『黒子の流儀 DeNA 不格好経営の舞台裏』（中経出版、2015年4月12日）